# Arrondissement d'Agen
L'arrondissement d'Agen est une division administrative française située dans le département de Lot-et-Garonne, en région Nouvelle-Aquitaine.

## Composition

### Composition avant 2015
Liste des cantons de l'arrondissement d'Agen :
- canton d'Agen-Centre ;
- canton d'Agen-Nord ;
- canton d'Agen-Nord-Est ;
- canton d'Agen-Ouest ;
- canton d'Agen-Sud-Est ;
- canton d'Astaffort ;
- canton de Beauville ;
- canton de Laplume ;
- canton de Laroque-Timbaut ;
- canton de Port-Sainte-Marie ;
- canton de Prayssas ;
- canton de Puymirol.

### Découpage communal depuis 2015
Depuis 2015, le nombre de communes des arrondissements varie chaque année soit du fait du redécoupage cantonal de 2014 qui a conduit à l'ajustement de périmètres de certains arrondissements, soit à la suite de la création de communes nouvelles. Le nombre de communes de l'arrondissement d'Agen reste quant à lui inchangé depuis 2015 et égal à 71.
Au 1er janvier 2024, l'arrondissement groupe les 71 communes suivantes :
1. Agen
2. Aiguillon
3. Astaffort
4. Aubiac
5. Bajamont
6. Bazens
7. Beauville
8. Blaymont
9. Boé
10. Bon-Encontre
11. Bourran
12. Brax
13. Cassignas
14. Castelculier
15. Castella
16. Caudecoste
17. Cauzac
18. Clermont-Dessous
19. Clermont-Soubiran
20. Colayrac-Saint-Cirq
21. Cours
22. La Croix-Blanche
23. Cuq
24. Dondas
25. Engayrac
26. Estillac
27. Fals
28. Foulayronnes
29. Frégimont
30. Galapian
31. Granges-sur-Lot
32. Grayssas
33. Lacépède
34. Lafox
35. Lagarrigue
36. Laplume
37. Laroque-Timbaut
38. Laugnac
39. Layrac
40. Lusignan-Petit
41. Madaillan
42. Marmont-Pachas
43. Moirax
44. Monbalen
45. Montpezat
46. Nicole
47. Le Passage
48. Pont-du-Casse
49. Port-Sainte-Marie
50. Prayssas
51. Puymirol
52. Roquefort
53. Saint-Caprais-de-Lerm
54. Sainte-Colombe-en-Bruilhois
55. Saint-Hilaire-de-Lusignan
56. Saint-Jean-de-Thurac
57. Saint-Martin-de-Beauville
58. Saint-Maurin
59. Saint-Nicolas-de-la-Balerme
60. Saint-Pierre-de-Clairac
61. Saint-Robert
62. Saint-Romain-le-Noble
63. Saint-Salvy
64. Saint-Sardos
65. Saint-Sixte
66. Saint-Urcisse
67. Sauvagnas
68. La Sauvetat-de-Savères
69. Sauveterre-Saint-Denis
70. Sérignac-sur-Garonne
71. Tayrac

## Démographie
En 2022, l'arrondissement comptait 119 835 habitants.
| 1968   | 1975   | 1982   | 1990    | 1999    | 2006    | 2011    | 2016    | 2021    |
| ------ | ------ | ------ | ------- | ------- | ------- | ------- | ------- | ------- |
| 88 535 | 91 422 | 95 775 | 102 162 | 105 380 | 114 951 | 118 334 | 120 499 | 119 948 |

| 2022    | - | - | - | - | - | - | - | - |
| ------- | - | - | - | - | - | - | - | - |
| 119 835 | - | - | - | - | - | - | - | - |